# 42 días en la oscuridad
42 días en la oscuridad  (en anglès com 42 Days of Darkness) és una sèrie de televisió xilena, de gènere drama, misteri i suspens, produïda per Fábula per al servei de streaming, Netflix.
42 días en la oscuridad és la primera sèrie xilena original de Netflix, protagonitzada per Claudia Di Girolamo i es basa en la desaparició de Viviana Haeger. El 18 de maig de 2022, les seriï va aconseguir posicionar-se en el lloc 7 del Top 10 de les sèries més vistes en la plataforma de parla no anglesa, acumulant 9,9 milions d'hores vistes des de la seva estrena l'11 de maig.

## Argument
El matí del 29 de juny de 2010, Verónica Montes (Aline Küppenheim) desapareix de la seva casa en el condomini Altos del Lago, un exclusiu sector de Puerto Varas, el sud de Xile. Les primeres pistes són confuses: estaven posades les claus del cotxe, els objectes més costosos de la llar llueixen intactes i no existeixen indicis d'un eventual robatori.
Mario Medina (Daniel Alcaíno), el seu marit i pare de les seves dues filles, Karen (Julia Lübbert) i Emília (Monserrat Lira), diu que aquest dia mentre estava en un tràmit va rebre una trucada en què se li demanava diners pel rescat de la seva dona.
El cap d'aquesta cerca és Cecilia Montes (Claudia Di Girolamo), que busca incansablement a la seva germana Verónica, qui va desaparèixer de la seva casa sense deixar rastre. En aquesta missió l'acompanyarà el seu advocat Víctor Pizarro (Pablo Macaya), i junts hauran d'enfrontar la indolència de les institucions, els múltiples prejudicis de la societat i l'assetjament de la premsa.

## Repartiment i personatges

### Principals
- Claudia Di Girolamo com Cecilia Montes: és qui inicia la cerca de Verónica i es converteix en objecte dels esdeveniments d'assetjament i negligències davant l'enigma policial que involucra a la seva germana.[6]
- Pablo Macaya com Víctor Pizarro: és un advocat poc convencional i en decadència, que s'entossudeix a resoldre el cas Montes i descobrir a l'autor del crim.[7]
- Daniel Alcaíno com Mario Medina: l'espòs de Verónica Montes.
- Aline Küppenheim com Verónica Montes: és una dona que desapareix en estranyes circumstàncies des de la seva llar a Altos del Lago.
- Julia Lübbert com Karen «Kari» Medina: és la filla major de Verónica i Medina.
- Monserrat Lira com Emilia Medina: és la filla menor de Verónica i Medina..
- Gloria Münchmeyer com Berta del Río: és la mare de Cecilia i Verónica.[8]
- Amparo Noguera com Nora Figueroa: policia de recerques retirada; decideix ajudar a Víctor en la cerca de Verónica.
- Néstor Cantillana com Braulio Sánchez: policia recerques retirat i amic de Víctor i Nora; s'uneix en la recerca del cas Montes.
- Claudio Arredondo com Manuel Toledo: el comissari de la Policia del Districte Sud; encarregat del cas Montes.
- Daniela Pino com Paula Asenjo: la policia de la Policia del Districte Sud.
- Iván Càceres com Joaquín Pizarro: el fill adolescent de Víctor.

### Recurrents
- Daniel Muñoz com Arturo: marit de Cecilia.[9]
- Tamara Acosta com Carmen: amiga i confident de Verónica.
- Willy Semler com Cristián Lira Echaurren: advocat de Medina.
- Alejandro Goic com Fiscal de la Zona Sur.
- Roque Artiagoitía como l'amic de Karen.
- Constança Rojas com l'amiga de Karen.
- Eduardo Paxeco com Gustavo López: el subcomsario de la Policia Districte Sud.
- Paola Giannini com Mónica: rectora de col·legi de Karen i Emília.
- Claudia Cabezas com Manuela Roa: ex-xicota de Medina.
- Rodolfo Pulgar com l'intendent de la Regió de La Araucanía.
- Jaime Azócar com el cap de la Policia del Districte Sud.
- Nelson Polanco com Ricardo Montes: germà de Cecilia i Verónica.
- Andrés Suknic com Adolfo: la parella de Ricardo.
- Hernán Lacalle com Inzunza: excap de Víctor.
- Claudio Troncoso com el sicari que assassina a Verónica.
- Catalina Ríos com la filla del sicari.
- Elvis Fuentes com Nelson: fotògraf.
- Juan Carlos Maldonado com Silva.
- Diego Boggioni com Roberto.
- Paulina Eguiluz com Pilar.
- Rayen Arroyo com secretària de Medina.

## Producció

### Creació i desenvolupament
El projecte «Usted sabe quien» eva començar a ser desenvolupat pel periodista Rodrigo Fluxá, que havia treballat prèviament en altres sèries dramàtiques sobre històries basades en els seus propis reportatges de recerca, com ara Zamudio: Perdidos en la noche (2015), La cacería: Las niñas de Alto Hospicio (2018) y El presidente (2020). La base d'aquest nou projecte l'atorgava el seu llibre Usted sabe quién: Notas sobre el homicidio de Viviana Haeger (2019).

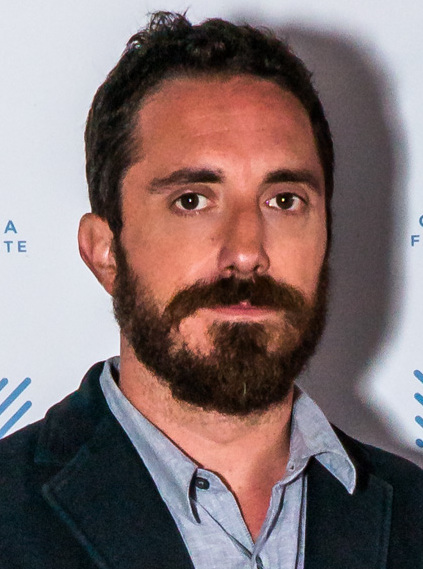
Pablo Larraín un dels productors executius de la sèrie.

Els productors executius de Fábula, Juan de Dios i Pablo Larraín, seguint la premissa bàsica, van treballar en la idea i, al costat de Fluxá, van presentar el producte a Netflix. En maig de 2020, des de Fábula, la productora Ángela Poblete, va anunciar que l'empresa de producció audiovisual es trobava treballant en un projecte de sèrie sobre el «Cas Haeger» per al servei de streaming Netflix. El mateix mes, Juan de Dios Larraín va declarar en La Tercera que: «És un desafiament i una tremenda responsabilitat crear un contingut que voli des del nostre país al món, per a ser vist per milions d'espectadors». Des de Netflix, la directora de Sèries Originals per a Llatinoamèrica, Carolina Laconte, va sostenir que: «Vam veure una mirada autoral sensible i respectuosa per a contar la història d'una dona desapareguda i de com el seu entorn es comporta davant aquesta situació».
A fins de 2020, els cineastes Claudia Huaiquimilla (Mala junta i Mis hermanos sueñan despiertos) i Gaspar Antillo (Nadie sabe que estoy aquí), van ingressar a l'equip de manera posterior, assumint tots dos la direcció i la coescritura del guió, labor ja en mans de Fluxá. Sobre la influència del llibre Usted sabe quien en el resultat final, Huaiquimilla va especificar: «Ens va servir molt per a conèixer detalls que en aquest moment ens eren aliens, però en veritat per a construir la nostra història va ser més important un altre tipus d'elements, com per exemple recordar el que jo vaig sentir en aquest moment i la preocupació que van sentir moltes dones per la desaparició d'una dona: molta empatia».
Sobre l'elecció dels directors, Carolina Leconte, es va detenir en el «punt de vista humà i íntim dels directors», un atribut present en els principals elogis que han rebut els cineastes en les seves carreres ascendents. Alhora va ressaltar que: «l’objetiu de 42 días en la oscuridad és que les històries que creïn puguin entretenir, inspirar, emocionar però també convidin a reflexionar sobre temrs que ens toquen com a societat». Per part seva, Ángela Poblete, va declarar que: «és bé clau triar als talents que integren cada equip. És la suma de totes aquestes sensibilitats, la qual cosa finalment es transforma en un contingut capaç de viatjar i de connectar amb l'audiència sense importar el seu idioma o la seva cultura».

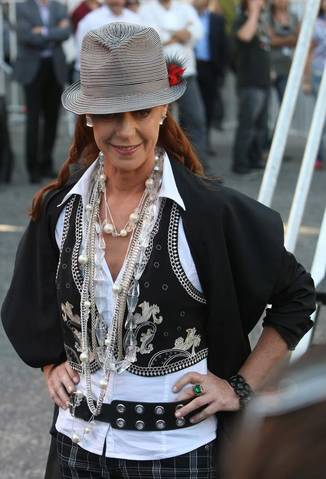
Claudia Di Girolamo, protagonista de la sèrie, qui interpreta a Cecilia Montes.

### Càsting
El 18 d'abril de 2021, Netflix va anunciar que Claudia Di Girolamo i Aline Küppenheim havien estat triades per als papers femenins principals de la sèrie. Anteriorment, Di Girolamo i Küppenheim ja havienn treballat a Fábula amb la sèrie de HBO, Profúgos (2011-2013), on Di Girolamo va resultar obtenir una nominació al Nimfa d'Or a la «Millor actriu en drama» en la 51a edició del Festival Internacional de Televisió de Montecarlo. Di Girolamo va descriure 42 días en la oscuridad com «una història tremendament humana, d'un fet tremendament pervers en un lloc tremendament misteriós». El 19 d'abril es va confirmar a Gloria Münchmeyer, qui s'havia unit a l'elenc principal. En els mesos següents, es va confirmar a Pablo Macaya i Daniel Alcaíno en els rols masculins principals —qui per primera vegada treballarien en una producció de Fábula. En el mateix mes es va anunciar que Amparo Noguera i Néstor Cantillana s'incorporarien al repartiment.
D'altra banda, la sèrie també inclou actors més coneguts, que fins i tot ja havien participat en altres produccions creades per Fábula: Daniel Muñoz, Alejandro Goic, Willy Semler, Claudio Arredondo, Claudia Cabezas, Paola Giannini i Eduardo Paxeco, coneguts per participar en Ema de Pablo Larraín i La Jauría de Prime Video. Mentre que Daniela Pino, Julia Lubbert i Iván Càceres, havien participat en pel·lícules de Huaiquimilla i Antillo. Al començament de març de 2022, mitjançant un teaser promocional, es va acreditar la incorporació al repartiment de Tamara Acosta.

### Escenaris i filmació
La sèrie de 6 capítols va ser gravada en locaciones com Pucón, Villarrica i Puerto Montt. 'equip de producció es va instal·lar en la capital i major ciutat de Xile, Santiago, per a filmar diverses seqüències clau de la sèrie policíaca. Com a centre de l'àrea metropolitana de Santiago, la regió més densament poblada de Xile. l fet que la sèrie de misteri es filmi també a Xile afegeix un toc extra d'autenticitat, que marca una gran diferència en la producció general de la sèrie. Malgrat que el cas Haeger va succeir a Puerto Varas, la majoria de les seqüències es van gravar a Pucón i Puerto Montt.
Sobre la decisió de rodar en aquests llocs la guionista i directora Claudia Huaiquimilla, va declarar: «Per a mi com a maputxe, com a dona indígena, clarament el paisatge no és només una locación, per a mi és un personatge més. Com a guionista vaig tractar de treballar-ho així, el territori està expressant i el fet que una dona desaparegui en aquest territori que sembla un paradís és molt diferent al fet que hagi estat en un altre lloc».

## Recepció

### Audiència
El dijous 12 de maig de 2022, 42 días en la oscuridad va aconseguir convertir-se en la sèrie més vista a Xile, liderant el primer lloc del rànquing 10 de Netflix. El 18 de maig, la sèrie va escalar en les primeres posicions del llistat que la plataforma de streaming, 42 días en la oscuridad es va acomodar en el setè lloc de les sèries no parlades en anglès més reeixides, acumulant 9,9 milions d'hores vistes des de la seva estrena.

### Controvèrsies
El 25 d'abril de 2021, Vivian i Susan Anguita —filles de Viviana Haeger—, van manifestar la seva molèstia amb el projecte de Fábula inspirat en la seva mare. Les joves mitjançant una columna publicada pel diari El Llanquihue, titulada «El thriller sobre mia madre», van rebutjar les motivacions de la producció. Tanmateix, Claudia Huaiquimilla, directora de la ficció, va declarar: «La desaparició d'una dona no pot tractar-se com qualsevol enigma policial; és important establir que la violència de gènere és un problema estructural que competeix a tota la societat i és evitable. En cada línia de guió i decisió que hem pres, hem procurat treballar amb aquesta perspectiva».

## Premis i nominacions
Resultats
| Any                                                       | Premio / Distinció      | Categoria                                                               | Nominat                               | Resultat   |
| --------------------------------------------------------- | ----------------------- | ----------------------------------------------------------------------- | ------------------------------------- | ---------- |
| 2022                                                      | TSS Awards (popular)    | Millor sèrie                                                            | Millor sèrie                          | Guanyadora |
| 2022                                                      | TSS Awards (popular)    | Millor actriu                                                           | Claudia Di Girolamo                   | Nominada   |
| 2022                                                      | ForoNovelas (popular)   | Millor sèrie                                                            | Millor sèrie                          | Guanyadora |
| 2022                                                      | ForoNovelas (popular)   | Millor actriu                                                           | Claudia Di Girolamo                   | Guanyadora |
| 2022                                                      | Premis Produ            | Millor sèrie social i política                                          | 42 Días en la Oscuridad               | Nominada   |
| 2022                                                      | Premis Produ            | Millor actriu principal en sèrie dramàtica històrica, política o social | Claudia Di Girolamo                   | Nominada   |
| 2022                                                      | Premis Produ            | Millor actor principal en serie dramàtica històrica, política o social  | Daniel Alcaíno                        | Nominat    |
| 2022                                                      | Premis Produ            | Millor direcció de sèrie i minisèrie                                    | Gaspar Antillo i Claudia Huaiquimilla | Guanyadors |
| 2022                                                      | Premis Marés            | Millor actriu en drama                                                  | Claudia Di Girolamo                   | Guanyadora |
| 2022                                                      | Premis Marés            | Millor actor en drama                                                   | Pablo Macaya                          | Nominat    |
| 2022                                                      | Premis Marés            | Millor actriu de suport en drama                                        | Gloria Münchmeyer                     | Nominada   |
| 2023                                                      |                         |                                                                         |                                       |            |
| Premis Caleuche                                           |                         |                                                                         |                                       |            |
| Millor minisèrie cinematogràfica iberomaericana           | 42 días en la oscuridad | Nominada                                                                |                                       |            |
| Millor actriu protagonista en sèries i/o minisèries       | Claudia Di Girolamo     | Nominada                                                                |                                       |            |
| Millor actorprotagonista en sèries i/o minisèries         | Daniel Alcaíno          | Guanyador                                                               |                                       |            |
| Millor actorprotagonista en sèries i/o minisèries         | Pablo Macaya            | Nominat                                                                 |                                       |            |
| Millor actriu de suport                                   | Gloria Münchmeyer       | Guanyadora                                                              |                                       |            |
| Millor actor de suport                                    | Néstor Cantillana       | Guanyador                                                               |                                       |            |
| Premis Platino                                            |                         |                                                                         |                                       |            |
| Millor interpretació femenina en minisèrie                | Claudia Di Girolamo     | Pendent                                                                 |                                       |            |
| Millor interpretació femenina de repartiment en minisèrie | Amparo Noguera          | Pendent                                                                 |                                       |            |